# B線上のアリス
B線上のアリス（びーせんじょうのアリス） ALICE on Border lines (アリス オン ボーダーラインズ)は、1997年9月18日に講談社からPlayStationで発売されたアドベンチャーゲーム。

## 概要
異世界へやってきた女子高生アリスの活躍を描くインタラクティブムービー。
ボイスなしのテキスト2種類。ムービー中の選択肢（QTE）1ヶ所。ムービースキップ不可能。ムービー中の字幕なし。
「ピース」を使い、パズルを解いて「ランド・オブ・ファイア」⇔「ランド・オブ・森」⇔「ランド・オブ・アイス」を行き来する。最後の選択肢でエンディングが変わる（2種類）。

## 登場人物
アリス・ウェルド
声：池澤春菜
主人公。
ハリス・ウェルド
アリスの父。
メリッサ・ウェルド
アリスの母。
ドグトル
ジュリア
ドグトルの妻。
ヘルマー
ドグトルの息子。
ボック
『ランド・オブ・岩』の。
ボックの父
『ランド・オブ・岩』の。
キャンドール
『ランド・オブ・ファイア』の。
ロウジュ
『ランド・オブ・森』。
ランド・オブ・森
ランド・オブ・アイス
ヘルパー・ティー
創成主『ブレイン』
ジュリア
アリスとヘルマーの娘。

## 用語
ピース
フィールド
シャドウ

## 声優
- アリス・ウェルド - 池澤春菜
- ハリス・ウェルド
- メリッサ・ウェルド
- ドグトル - 内海賢二
- ヘルマー - 千葉繁
- ボック - 大谷育江
- ボックの父
- キャンドール
- ロウジュ
- 森の世界の
- 氷の世界の
- ヘルパー・ティー
- 創成主『ブレイン』
- ジュリア